# Полинери
Полинери (грч. Πολυνέρι) је насељено место у општини Гребен у периферији Западна Македонија, Грчка. Према попису из 2021. године било је 58 становника.
Према бугарском географу и историчару, Василу Канчову, у Полинерију је 1900. године живело 226 Грка. Село се раније звало Воденско.